# Hszücsoui metró
A Hszücsoui metró (egyszerűsített kínai írással: 徐州地铁, hagyományos kínai írással: , pinjin: xú zhōu dì tiě) Kínában található Hszücsou városban és vonzáskörzetében. A metróhálózat hossza 2024 áprilisában 64,3 km, a metróvonalak száma 3 és az állomások száma 54 volt. Éves utasforgalma 7 500 000 fő (2019). Az első vonal 2019. szeptember 28-án nyílt meg.

## Forgalom
Az utasforgalom az elmúlt években az alábbi módon változott:
| 2019 | 7 500 000 |